# Опел сенатор
Опел сенатор је аутомобил више средње класе немачког произвођача аутомобила Опела, који се производио у две генерације. Овај удобан аутомобил се продавао у Европи до 1993. године. Оригинални сенатор је делио своју платформу са нешто мањим Опел рекордом, док је модел друге генерације делио своју основу са Опелом омега.

## Историјат
Произведене су две серије овог аутомобила:
- Сенатор A производио се од 1978. до 1987. године.
- Сенатор Б се производио од 1987. до 1993. године.

### Опел сенатор А (1978–1987)
Сенатор A се појавио 1977. године на сајму аутомобила у Франкфурту, али није био доступан све до маја следеће године.
| Бензински мотор | Бензински мотор | Бензински мотор | Бензински мотор | Бензински мотор   | Бензински мотор | Бензински мотор |
| Тип             | Радна запремина | Снага           | Обртни момент   | Максимална брзина | Убрзање 0-100   | Комб. потрошња  |
| --------------- | --------------- | --------------- | --------------- | ----------------- | --------------- | --------------- |
| [ 1 ]           | 1979 cm³        | 84.5 @ 5600     | 160 @ 4200      | 180 km/h          | 12.6 s          | 9.7             |
| [ 2 ]           | 2784 cm³        | 103 @ 5200      | 218 @ 3400      | 190 km/h          | 10.5            | 11.8            |
| [ 3 ]           | 2784 cm³        | 103 @ 5200      | 218 @ 3400      | 185 km/h          | 13              |                 |
| [ 4 ]           | 2969 cm³        | 132 @ 5800      | 248 @ 4500      | 210 km/h          | 9               | 12              |
| Дизел-мотор     |                 |                 |                 |                   |                 |                 |
| Тип             | Радна запремина | Снага           | Обртни момент   | Максимална брзина | Убрзање 0-100   | Комб. потрошња  |
| [ 5 ]           | 2260 cm³        | 70 @ 4200       | 195 @ 2200      | 172 km/h          | 15              | 7.7             |

### Опел сенатор Б (1987–1990)
Сенатор Б се појавио 1987. године као наследник претходног модела, са низом побољшања на каросерији. Маска и хауба су рестилизовани, а предњи и задњи браник су скраћени. Модели ове генерације су имали јаче моторе, 2.2 литарски бензински мотори су замењени већим 2.6i моторима, док су шестоцилиндрични 3.0 литарски постизали већу снага јер су имали четири вентила по цилиндру. Побољшање је било посебно изражено код 24V CD мотора, који је развијао преко 200 КС.
| Бензински мотор | Бензински мотор | Бензински мотор | Бензински мотор | Бензински мотор   | Бензински мотор | Бензински мотор |
| Тип             | Радна запремина | Снага           | Обртни момент   | Максимална брзина | Убрзање 0-100   | Комб. потрошња  |
| --------------- | --------------- | --------------- | --------------- | ----------------- | --------------- | --------------- |
| [ 7 ]           | 2490 cm³        | 103 @ 5200      | 205 @ 4200      | 200 km/h          | 11 s            | 9.8             |
| [ 8 ]           | 2969 cm³        | 130 @ 5600      | 240 @ 4400      | 220 km/h          | 9               | 10.2            |
|                 | 2969 cm³        | 115 @ 5400      | 230 @ 3800      | 208 km/h          | 10.5            | 10.7            |
|                 | 2969 cm³        | 115 @ 5400      | 230 @ 3800      | 215 km/h          | 10              | 10.9            |